# Chapelle des Pénitents Blancs des Carmes
Pour les articles homonymes, voir Chapelle des Pénitents blancs.
La chapelle des Pénitents Blancs des Carmes est une ancienne chapelle des Pénitents blancs, située place Jean-Boyer, au sud-est du centre ville médiéval d'Aix-en-Provence. Elle date du XVIIe siècle. Elle est inscrite à l'inventaire des monuments historiques depuis 1951.
Désaffectée au culte, elle abrite aujourd'hui l'annexe du Musée Granet, le musée municipal des beaux-arts, qui y expose des œuvres de la collection Jean Planque. Ces œuvres ont été déposées en 2011 par la Fondation Jean et Suzanne Planque.